# Basketball Löwen Braunschweig

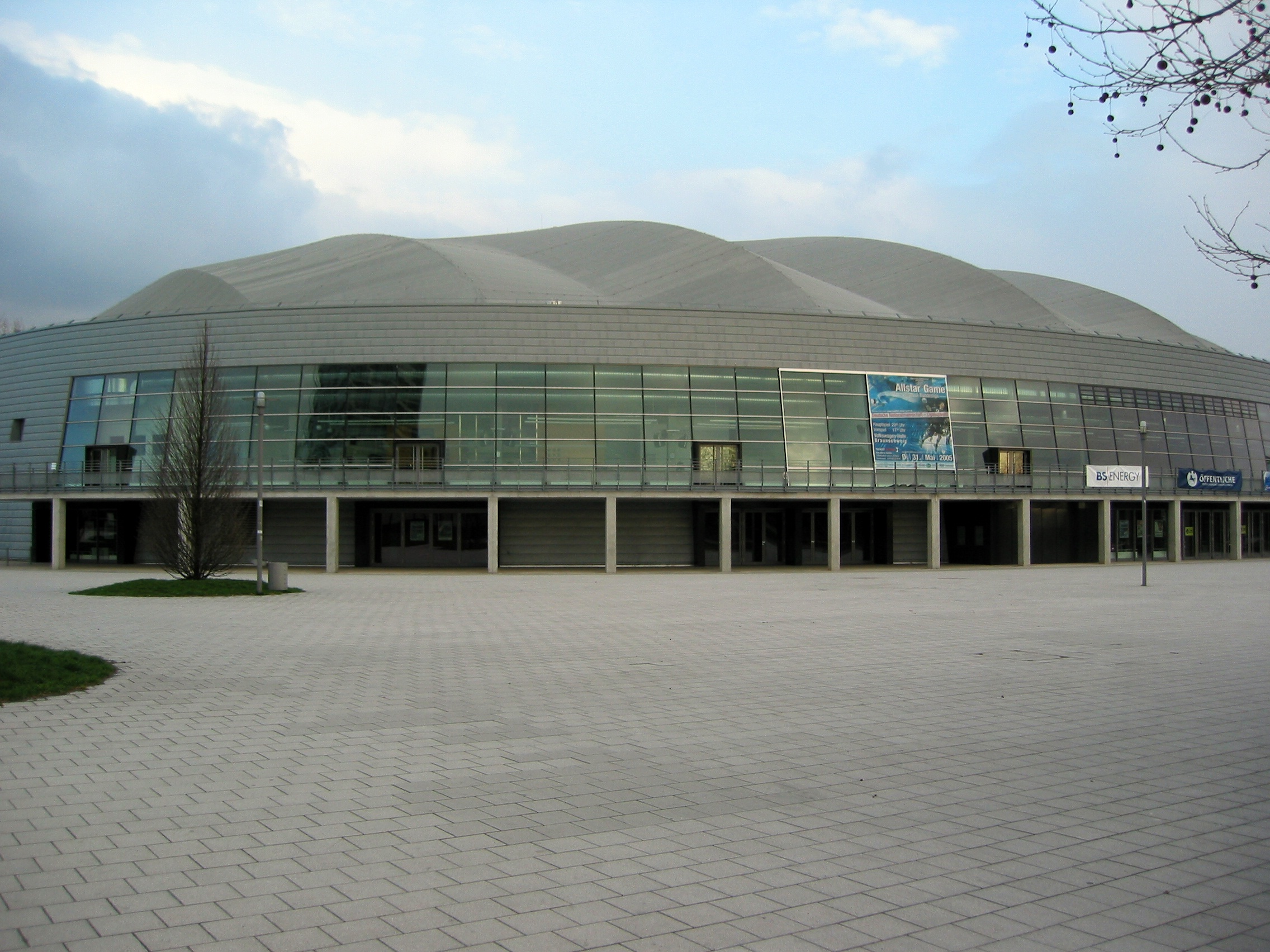
Volkswagen Halle.

El Basketball Löwen Braunschweig es un equipo de baloncesto profesional de la ciudad de Braunschweig (Alemania) que milita en la máxima categoría del baloncesto teutón: la BBL. Disputa sus partidos en el Volkswagen-Halle, con capacidad para 6.600 espectadores.

## Denominaciones (patrocinadores)
- 2000 : SG FT/MTV
- 2000-2001 : Metabox
- 2001-2002 : StadtSport
- 2002-2003 : TXU Energy
- 2003-2006 : BS Energy
- 2006-2014 : New Yorker Phantoms
- 2014-presente : Basketball Löwen Braunschweig

## Registro por temporadas
| Temporada | División | Liga       | Posición | Playoffs          | Copa de baloncesto de Alemania | Competición Europea     |
| --------- | -------- | ---------- | -------- | ----------------- | ------------------------------ | ----------------------- |
| 2000-01   | 1        | Bundesliga | 6º       | Cuartos de final  | –                              | –                       |
| 2001-02   | 1        | Bundesliga | 10º      | Fuera de playoffs | –                              | Juega Copa Korać        |
| 2002-03   | 1        | Bundesliga | 3º       | Semifinal         | –                              | –                       |
| 2003-04   | 1        | Bundesliga | 11º      | –                 | –                              | Juega ULEB              |
| 2004-05   | 1        | Bundesliga | 12º      | –                 | –                              | Juega EuroChallenge     |
| 2005-06   | 1        | Bundesliga | 16º      | Baja              | –                              | –                       |
| 2006-07   | 1        | Bundesliga | 14º      | –                 | –                              | –                       |
| 2007-08   | 1        | Bundesliga | 9º       | –                 | –                              | –                       |
| 2008-09   | 1        | Bundesliga | 13º      | –                 | –                              | –                       |
| 2009-10   | 1        | Bundesliga | 4º       | Semifinal         | –                              | –                       |
| 2010-11   | 1        | Bundesliga | 5º       | Cuartos de final  | Subcampeones                   | –                       |
| 2011-12   | 1        | Bundesliga | 7º       | Cuartos de final  | Cuartos                        | –                       |
| 2012-13   | 1        | Bundesliga | 13º      | –                 | –                              | –                       |
| 2013-14   | 1        | Bundesliga | 15º      | –                 | –                              | –                       |
| 2014-15   | 1        | Bundesliga | 9º       | –                 | –                              | –                       |
| 2015-16   | 1        | Bundesliga | 10º      | –                 | –                              | –                       |
| 2016-17   | 1        | Bundesliga | 16º      | –                 | –                              | –                       |
| 2017-18   | 1        | Bundesliga | 12º      | –                 | –                              | –                       |
| 2018-19   | 1        | Bundesliga | 8º       | –                 | Cuartos de final               | –                       |
| 2019-20   | 1        | Bundesliga | 12º      | –                 | Cuartos de final               | –                       |
| 2020-21   | 1        | Bundesliga | 9º       | –                 | Fase de grupos                 | –                       |
| 2021-22   | 1        | Bundesliga | 13º      | –                 | Semifinales                    | –                       |
| 2022-23   | 1        | Bundesliga | 14º      | –                 | Octavos de final               | –                       |
| 2023-24   | 1        | Bundesliga | 12º      | –                 | Octavos de final               | –                       |
| 2024-25   | 1        | Bundesliga |          | –                 | Octavos de final               | Juega la Europe Cup (3) |

## Palmarés
- Semifinales Basketball Bundesliga: 2

2003, 2010
- Subcampeón Copa de baloncesto de Alemania: 1

2011
- Semifinales Copa de baloncesto de Alemania: 1

2012

## Jugadores destacados
| - Luboš Bartoň - Harding Nana - Jannik Freese - Peter Fehse - Nils Mittmann - Heiko Schaffartzik - Nick Schneiders - Dennis Schröder - Daniel Theis - Szymon Szewczyk - Branko Jorović - Joakim Blom - Tim Abromaitis - John Allen - Jason Cain | - John Celestand - Andrew Drevo - James Florence - Steve Goodrich - Marcus Goree - LaMarr Greer - Dru Joyce - Demond Mallet - Immanuel McElroy - Terrell McIntyre - Rich Melzer - Walter Parmer - Courtney Pigram - Isaiah Swann - Brandon Thomas | - Jermaine Anderson - Aaron Doornekamp - Eric Boateng - Yassin Idbihi - Michael Umeh - Milko Bjelica - Tony Skinn |

## Entrenadores destacados
- Emir Mutapčić
- Henrik Dettmann
- Sebastian Machowski
- Kostas Flevarakis